# Иван (филм)
Иван је српски филм из 1996. године. Режирала га је Ратиборка Ћерамилац, а сценарио је написала Мирјана Лазић.